# Tenebrioninae
Tenebrioninae — підродина жуків родини чорнотілок (Tenebrionidae). Представники підродини живляться рослинною їжею, серед них багато сільськогосподарських шкідників. Самі Tenebrioninae є кормом для птахів, дрібних ссавців та ящірок. 

## Триби
- Alphitobiini (Reitter, 1917)
- Amarygmini (Gistel, 1856)
- Apocryphini (Lacordaire, 1859)
- Blaptini (Leach, 1815)
- Bolitophagini (Kirby, 1837)
- Centronopini (Doyen, 1989)
- Dendarini (Seidlitz, 1889)
- Eutelini (Lacordaire, 1859)
- Gonopini
- Heleini (Fleming, 1821)
- Helopini
- Leichenini
- Melambiini (Mulsant & Rey, 1854)
- Melanimini (Seidlitz, 1894)
- Opatrini (Brullé, 1832)
- Pachypterini
- Palorini (Matthews, 2003)
- Pedinini (Eschscholtz, 1829)
- Platynotini (Koch, 1953)
- Platyscelidini (Lacordaire, 1859)
- Scaphidemini (Reitter, 1922)
- Scaurini (Billberg, 1820)
- Scotobiini (Lacordaire, 1859)
- Stizopini (Lacordaire, 1859)
- Tenebrionini (Latreille, 1802)
- Titaenini (Fauvel, 1905)
- Toxicini (Lacordaire, 1859)
- Triboliini (Mulsant, 1854)
- Ulomini (Blanchard, 1845)